# قلعه قلاع مود
قلعه قلاع مود مربوط به حکومت محلی اسماعیلیان است و در شهرستان سربیشه، روستای سمسول آباد واقع شده و این اثر در تاریخ ۷ مرداد ۱۳۸۲ با شمارهٔ ثبت ۹۳۰۵ به‌عنوان یکی از آثار ملی ایران به ثبت رسیده است.